# Max Pauer (Bibliothekar)
Max Pauer (* 10. Januar 1924 in München; † 4. Juni 1999) war ein deutscher Bibliothekar.

## Leben
Max Pauer studierte nach dem Abitur 1942 am Wilhelmsgymnasium München Klassische Philologie und Germanistik und promovierte 1952 an der Universität München; das Staatsexamen für das höhere Lehramt an Gymnasien hatte er bereits 1949 abgelegt. Als Bibliotheksreferendar an der Bayerischen Staatsbibliothek trat er 1950 in die Ausbildung für den höheren Bibliotheksdienst ein, die Fachprüfung erfolgte 1952. Von 1953 bis 1959 war er an der Bayerischen Bibliotheksschule tätig, die er seit 1955 leitete. Im Jahre 1959 wechselte er an die Universitätsbibliothek Würzburg, die er bis 1964 leitete. Ab 1964 wirkte er dann bis 1989 als Direktor beim Aufbau der neugegründeten Universitätsbibliothek Regensburg.

## Schriften (Auswahl)
- Zu Frage der Datierung des astrologischen Lehrgedichts des Manilius. Dissertation Universität München 1952.
- Die wissenschaftlichen Bibliotheken Münchens. Bestände und Benützung. Zink, München 1958.
- Anton Ruland und Karl Halm. Ein bibliothekarischer Streit um Dublettenverkäufe vor hundert Jahren. In: Bernhard Sinogowitz (Hrsg.): Aus der Arbeit des Bibliothekars. Aufsätze und Abhandlungen; Fritz Redenbacher zum 60. Geburtstag dargebracht. Universitätsbibliothek Erlangen 1960, S. 121–135.
- Das Bibliothekssystem der Universität Regensburg. In: Wolf Haenisch (Hrsg.): Vom Strukturwandel deutscher Hochschulbibliotheken (= Zeitschrift für Bibliothekswesen und Bibliographie, Sonderhefte, Bd. 14). Klostermann, Frankfurt/M. 1973, S. 106–130.
- Anforderungen der Bibliothekssysteme im Hochschulbereich an die Bibliothekare. In: Hans-Peter Geh (Hrsg.): Organisation und Technik in Bibliotheken (= Zeitschrift für Bibliothekswesen und Bibliographie, Sonderhefte, Bd. 21). Klostermann, Frankfurt/M. 1975, S. 158–166.
- Literaturversorgung, Grundlagen, Leistungen, Weiterentwicklungen. In: Helmut Sontag (Hrsg.): Überregionale Literaturversorgung und Kostenrechnung in Bibliotheken (= Zeitschrift für Bibliothekswesen und Bibliographie, Sonderhefte, Bd. 24). Klostermann, Frankfurt/M. 1977, S. 21–37.
- Die Bedeutung eines deutschen Gesamtkatalogs und eines EDV-Verbundkatalogs für das Informationswesen und die Literaturversorgung in der Bundesrepublik Deutschland. In: Paul Kaegbein (Hrsg.): Bibliotheken als Informationsvermittler. Probleme und Modelle (= Zeitschrift für Bibliothekswesen und Bibliographie, Sonderhefte, Bd. 28). Klostermann, Frankfurt/M. 1979, S. 88–98, ISBN 3-465-01369-7.
- Brauchen wir einen Deutschen Gesamtkatalog? In: Hermann Havekost (Hrsg.): Bibliotheken im Verbund, Arbeitsplätze und neue Techniken (= Zeitschrift für Bibliothekswesen und Bibliographie, Sonderhefte, Bd. 32). Klostermann, Frankfurt/M. 1981, S. 50–56.
- (Hrsg., mit Hans-Joachim Genge): Wissenschaftliche Bibliotheken in Regensburg. Geschichte und Gegenwart. Harrassowitz (= Beiträge zum Buch- und Bibliothekswesen, Bd. 18), Wiesbaden 1981, ISBN 978-3-447-02179-1.
- Die Zusammenarbeit neugegründeter Universitätsbibliothekeni Bayern und ihre Weiterentwicklung in einem größeren Verbund. In: Günther Pflug (Hrsg.): Die neue Bibliothek. Festschrift für Harro Heim zum 65. Geburtstag. Saur, München 1984, S. 236–260, ISBN 3-598-10529-0.
- Zwischen Planungseuphorie und Sparpolitik. Grundlagen der laufenden Bestands- und Finanzpolitik der Hochschulbibliothekssysteme. In: Dieter Schug (Hrsg.): Der Bibliothekar zwischen Praxis und Wissenschaft. Bernhard Sinogowitz zum 65. Geburtstag (= Beiträge zum Buch- und Bibliothekswesen, Bd. 24). Harrassowitz, Wiesbaden 1986, S. 129–142, ISBN 3-447-02645-6.
- Die Universitätsbibliothek Regensburg. In: Hans-Joachim Koppitz (Hrsg.). Die Neugründung wissenschaftlicher Bibliotheken in der Bundesrepublik Deutschland (= Beiträge zur Bibliothekstheorie und Bibliotheksgeschichte, Bd. 5). Saur, München 1990, S. 169–197, ISBN 3-598-10906-7.